# West Jersey
West Jersey, împreună cu East Jersey, a fost o provincie distinctă, separat guvernată a coloniei britanice Province of New Jersey, care a existat concomitent cu East Jersey pentru o perioadă de 28 de ani, între 1674 și 1702.  Capitala sa târzie, în anii 1680, a fost orașul Burlington.
Determinarea exactă a unei linii de demarcație între cele două provincii a fost adesea subiectul unei dispute, care a continuat și după reunirea lor din 1702, dar cele două provincii "vechi" corespondeau grosso-modo cu cele două părți de azi ale statului New Jersey, numite North Jersey, respectiv South Jersey.

## Scurt istoric
Valea fluviului Delaware fusese locuită de nativi americani ai tribului Lenape (cunoscuți uneori și sub denumirea de Delaware) cu mult anterior explorării și colonizării olandezilor, suedezilor și englezilor, care începuse în anii 1608 - 1609.  Oricum, colonizarea efectuată de europeni în porțiunea numită West Jersey a cunoscut un declin în anii 1640, chiar înaintea cuceririi engleze din 1664, devenind ulterior acesteia aproape stagnant.
Astfel, olandezi care stabiliseră cel puțin două așezări de-a lungul fluviului Delaware, s-au mutat complet la sfârșitul anilor 1620 în Manhattan, care a devenit centrul Noii Olande.
Crearea coloniei cunocută sub numele de New Sweden (în limba română Noua Suedie) în cursul inferior al fluviului Delaware a început în 1638.  În apropierea orașului de azi Wilmington din statul de azi Delaware, imigranții suedezi au construit un fort chiar lângă gura de vărsare a râului Christina (numit în onoarea Reginei Christina).  Marea parte a populației de origine suedeză era stabilită pe malul vestic al fluviului Delaware, dar după construirea Fort Nassau  de către olandezi, suedezi au răspuns construind Fort Elfsborg în apropierea orașului de astăzi Salem, din New Jersey.  Oricum, în ciuda protecției fortului nou construit, în 1655 olandezii i-au înfrânt pe suedezi.
În anii timpurii 1670, un număr semnificativ de quakeri s-au așezat în apropierea orașului Salem, iar ulterior în Burlington, New Jersey, care a devenit capitala porțiunii coloniei Jersey de vest, West Jersey.